# Happy Army
Happy Army er det andet album fra den fynske rapgruppe Fler Farver
Albummet blev udgivet den 20. August 2008 fra Fairplay Records, deres releaseparty foregik en måned efter i Odense.
Som skoleprojekt har Thomas Dambo lavet en musikvideo til sangen "Happy Army" som er optaget i København.
Sangen "Kampdruk" med Odense Assholes (Thomas Dambo, Fup og D-On) er udover dette album også på mixtaped Hjemmebrændt 2.

## Spor
01. Happy Army (2:49)
Rap af pmjacob, Fup, Navlesdrengen & Dambo
Produceret af Hr. Nielson
02. Det' Ketter Der Mætter (2:48)
Rap af Dambo, Fup & Hr. Nielson
Produceret af Hr. Nielson
03. Så Glad (2:32)
Rap af Dambo & Hr. Nielson
Produceret af Hr. Nielson
Additional keys af Lasse Pilfinger Kramhøft
04. Den Forbudte Frugt (3:58)
Rap af Navlesdrengen & Fup
Produceret af Hr. Nielson
05. Kragerne Vender (2:55)
Rap af Navlesdrengen, Hr. Nielson, pmjacob& Dambo
Produceret af Hr. Nielson
06. Trutnov Pivo Style (Mellemspil) (0:50)
Produceret af Hr. Nielson
07. Tingfinder (3:47)
Rap af Dambo
Produceret af LB Boogie
08. Min Far (3:11)

Rap af Dambo, Navlesdrengen, Fup, pmjacob & Hr. Nielson
Sang af Michelle Emilia Mott
Intro af Nielsons Far
Produceret af Hr. Nielson
09. Kast Nakken Tilbage (3:34)
Rap af Dambo, Fup, Hr. Nielson, pmjacob & Navlesdrengen
Sang af Michelle Emilia Mott
Produceret af Hr. Nielson
10. Dårligt Menneske (3:05)
Rap af Navlesdrengen, pmjacob & Fup
Produceret af Hr. Nielson
11. Det Jeg Godt Ka' Li' (3:53)
Rap af Dambo, Fup & Hr. Nielson
Sang af Amalie Bruun
Talkbox af Lasse "Pilfinger" Kramhøft
Produceret af LB Boogie
12. Kampdruk (2:56)
Rap af Odense Assholes: Dambo, Fup & D-On
Intro af D-On
Produceret af LB Boogie